# 北町 (練馬区)
北町（きたまち）は、東京都練馬区の町名。現行行政地名は北町一丁目から北町八丁目。住居表示実施済区域。

## 地理
練馬区の北東部に位置する。
東から時計回りに、練馬区錦、練馬区平和台、練馬区早宮、練馬区春日町、練馬区田柄、板橋区赤塚新町、板橋区徳丸・西台、板橋区上板橋、板橋区若木、と接している。

### 河川
かつては田柄川や田柄用水が流れ（後述）ていた。

### 地価
住宅地の地価は、2025年（令和7年）1月1日の公示地価によれば、北町1-44-17の地点で43万6000円/m2、北町7-11-20の地点で46万円/m2となっている。

## 概要
古くは旧川越街道の宿場町で下練馬宿が置かれた。区内唯一の宿場町だったこともあり、東武東上線の東武練馬駅周辺や旧川越街道を中心に商業が賑わう。旧川越街道沿いには東上線沿線最長の北一商店街や、きたまち商店街 、ニュー北町商店街などが連なり、シネコンを備えた巨大複合施設「イオン板橋」（所在地徳丸）もある。また区内の工場の約12%（区内第1位）が集中するなど、東武練馬駅付近を中心に工業も比較的盛んだ（後述）。四丁目は陸上自衛隊練馬駐屯地となっている（後述）。
交通機関は、東上線のほか、東京メトロ有楽町線・副都心線が通る。終戦を挟んで東武啓志線も通った（後述）。さらに川越街道（国道254号）、富士街道（一部東京都道311号環状八号線と重複）という2つの大きな幹線道路が貫く。両道路に接する「トーホーボール」（所在地錦）やNTT北町ビル、旧島忠家具センターが入っていたビルは古く、地元のランドマーク的存在。国際興業バスの練馬北町車庫があり、北町小学校のブランコからバスの洗車が見られ、風がある日は水飛沫が飛んでくる。自衛隊駐屯地内では、夏の盆踊り（納涼祭）や運動会が開かれる（後述）。
旧川越街道の商店街では毎年、「きたまち阿波踊り」が開かれ、7万人程を集める。また2019年（令和元年）11月24日には「下練馬宿まつり・将軍綱吉と練馬大根〜練馬だいこん献上絵巻 再現劇」が行われ、2020年（令和2年）10月2日は「徳川御殿鷹狩りショー」が行われた。旧北町にはかつて徳川綱吉御殿があり（北町小学校横のグリーンベルトに記念碑がある）、将軍になる前に脚気を患いここに御殿を建て療養したことや、その徒然に練馬大根を栽培し5代将軍になった暁に大根を献上させ諸大名に振る舞ったこと、剰え鷹狩りにも利用し度々この地に逗留していたなどの逸話にちなむ。
その他田柄川緑道（グリーンベルト）は桜の名所になっている。

## 歴史

### 概略

#### 宿場町として
旧・武蔵国豊島郡下練馬村。江戸時代から旧川越街道の宿場町として下練馬宿が置かれ賑わった。下練馬宿は川越のある北西（下赤塚）側から上宿・中宿・下宿の3つからなり、本陣、脇本陣、問屋場が揃っていた。本陣は後述する「下練馬の大山道道標・東高野山道標」（1753年、宝暦3年建立）の近くにあった。参勤交代で通る大名や鷹狩りに行く綱吉、富士や大山への参詣者、秩父巡礼者らが利用した（後述）。ただ宿泊者は少なく、休憩利用が多かったという。

#### 区域と地名
下練馬村時代は、下練馬宿を中心に西の方馬喰ケ谷戸、大松、久保、その南の農作地帯であった池ノ端、田柄谷、池ノ上、伊勢原、大山街道の北側になる御殿、桜台、庚申塚、大山、富士山、田柄前などと呼ばれた区域である。その後北豊島郡練馬町を経て、1932年（昭和7年）に板橋区に編入された際、旧練馬町を練馬北町・練馬仲町・練馬南町に分けた。戦後は練馬の冠が外れた後、仲町と南町は消え、北町はそのまま残った。

#### 町の発展
北町が大きく変ったのは、田柄川の河川改修を含めた耕地整理を始めたことや、その終了後の1940年（昭和15年）、東京第一陸軍造兵廠練馬倉庫が一万坪（3万3000m2）の土地にできた事がきっかけである。
練馬は純農村地帯で下練馬村も農地が多かったが、武蔵野台地に位置し水利が良くないため、農地としては適さなかった。地主も農作を諦めて土地を貸すなどした者もいて、洪水にも悩まされた。そうした中で後述の田柄用水事業も行われた。昭和初期から戦前にかけて、農業振興が目的であったが耕地整理事業が北町地区で施行され、整った道路形態の名残りを留めることになった。農業では赤塚近くの久保に1902年（明治35年）、練馬大根種子販売合資会社が設立され、本格的に練馬大根種子の販売に乗り出した様子がうかがえる。

#### 東武練馬駅開業
1914年（大正3年）に東上線が開通したが、上板橋駅の次は成増駅で当地に駅はなかったため、この町の発展は遅々たるものであった。かえって機関車の出す煙の火の子（粉）のため、東武練馬付近の農家の藁屋根に移り火して全焼したり枕木が燃え出すなど、東上鉄道の経営不振と相まって余り評判がよくなかった。結局、1920年（大正9年）の東武鉄道との合併、1929年（昭和4年）の電化を経て2年後、1931年（昭和6年）12月に東武練馬駅が開業した。陸軍練馬倉庫の開設に続いて、翌1941年（昭和16年）に後の東京都立北野高等学校（当時・東京府立北野高等女学校）が徳丸に開校し、乗降客も多くなった。
1941年（昭和16年）はまた、川越街道新道が開通（計画は1937年《昭和12年》）。同倉庫や朝霞の士官学校に通じる道路として重要となり、倉庫敷地も拡張されていった。

#### 戦後
戦後は倉庫跡が練馬駐屯地などになり官舎もできた（後述）。東武練馬駅周辺や旧川越街道の周辺なども宅地化は急速に進み、商店なども増えた。下練馬宿の旧本陣があった場所は駅からかなり離れているが、高度経済成長期以降に西友になり、近くにロッテリアなどもでき、東武練馬・北町地区の中心の一つとして賑わった。
1960年代（昭和30年代後半）以降の一時期の北一・きたまち商店街は、西台・高島平駅（1968年開業）や平和台駅（1983年開業）が未開業だったこともあり、広域から集客し一時雑踏と殷賑を極めた。1980年代前半頃まで前に進めず前が見えないほどで、ラッシュ時の駅のホーム並に買い物客でごった返した。
ちなみに北町のマーケットには1981年（昭和56年）当時、「北町百貨店（1956年（昭和31年））、マルニストアー（昭和31年）、有山総合食品市場（昭和32年）、練馬ショッピングセンター西友（昭和38年）、東武練馬センター、東武ストア等がある」と区史に記述されている。

### 田柄川
北町には1977年（昭和52年）まで田柄川が流れ、田柄用水も戦前の昭和初期まで通っていた（同時期廃止）。田柄川は石神井川の支流の自然河川で、一方田柄用水は人工的に開削された。同用水は北町地区では旧川越街道（現商店街）などに沿って流れ、2021年現在の国道254号を垂直に南下して旧北町一丁目と旧仲町一丁目の境（現在の錦一丁目26と平和台一丁目4の交差点）辺りで田柄川に合流していた。また、田柄川は自衛隊駐屯地の西側と東側などに南北に流れる支流を持ち、田柄用水と田柄川を南北に直線的に繋ぐなどした水路敷も多くあった。水路敷は、現北町三丁目で田柄川支流を含めて3箇所ほど、同一丁目で同支流を含めて5箇所ほどあった（田柄用水の流路図）。
それも同川は、北町地区では1973年（昭和48年）に二丁目で暗渠化・緑道工事が始まり、1977年（昭和52年）までに完成（田柄川全体は1981年《昭和56年》完成）。田柄川緑道（グリーンベルト）として整備され、川はその姿を没した。それまで同川は時々大水を起こし、南北の交通を遮断したり橋を流したりした。同緑道は1970年代頃から桜の名所になっており、川はその下を下水道幹線として今も流れる。

### 東武啓志線
戦時中の1943年（昭和18年）、軍用路線が上板橋 - 陸軍第一造兵廠構内（2021年現在の陸上自衛隊練馬駐屯地内）間に開通した。戦後は東武啓志線・練馬倉庫駅と改称した。1959年（昭和34年）廃線。啓志線は上板橋方面から川越街道を越えて富士街道を現在のトーホープラザビルに沿って進み、自衛隊駐屯地内に入った。駐屯地内から見つかった線路の一部は北町地区区民館で展示されている（練馬区立北町小・中学校にも寄贈された）。当時、旧北町一丁目（現・錦二丁目）を蒸気機関車が走り、子供たちが耳を塞いで見物している写真は練馬区が保管している。

### 空襲
1944年（昭和19年）以後、米空軍の本土空襲に際しては練馬区も対象となり、1945年（昭和20年）4月1日と同3日から14日にかけて、大型爆撃機「B29」延べ150機の空襲で区内各地に被害を出した。軍倉庫も火災を起し、その余波は中宿（北町一丁目の西半分）を中心とした民家におよび、多数の焼失家屋を出した。なお敵機撃墜の目的でこの地区の南、丸久保（現平和台）付近には高射砲陣地が設けられていた。
1945年8月15日に終戦となるや、軍倉庫の物資の中で、戦時中に献納した金属製の用品などが野積みの状況であったので、その発掘等が盛んに行われ屑金属拾いが殺到した時期もあった。練馬区は農地が多く住宅の密集地が少なかったことなどから、他区に比べてさほど大きな被害は受けなかった。しかし、このことが却って多くの引揚げ者を始めとする人々の招致に繋がることとなり、深刻な住宅問題が生まれるきっかけとなった。

## 富士山信仰と史跡
町内を通る富士街道は、かつて「ふじ大山道」と称し、大山や富士山などへの参詣者が通った。その途中の休憩に下練馬宿が利用された。起点となる旧川越街道との交差点（北町若木トンネル上）に「下練馬の大山道道標・東高野山道標」（1753年（宝暦3年）建立）が置かれている。富士参詣の歴史を偲ばせる北町浅間神社（明治期に築かれる）には富士塚（練馬のお富士さん）がある。1993年（平成5年）に「下練馬の富士塚」として練馬区有形民俗文化財に登録された。
ちなみに練馬春日町駅の高層ビルや練馬北町陸橋ができる前、トーホーボールと東京ガスの間の富士街道交差点から富士山が望めた（2021年時点で富士街道からやや反れてしまうが練馬春日町駅環八交差点やその南西先の環八沿いまで行かないと眺望できない）。
東武練馬駅前の旧川越街道沿いに「北町観音堂」があり、1682年（天和2年）建立で区内最大270cmの北町聖観音座像が鎮座している。台座には川越街道の二十九の地名が刻印されている。同像は練馬区指定有形民俗文化財である。他にも通行者のための馬頭観音像、区の登録有形文化財（国の登録有形文化財ではない）の北町の仁王像など小さな像が多くある。

## 自衛隊練馬駐屯地
四丁目は全体を自衛隊の練馬駐屯地が占めている。戦時中に東京第一陸軍造兵廠の練馬倉庫として造成されたが、戦後は区画整理され、1951年（昭和26年）警察予備隊（自衛隊）が横須賀市久里浜駐屯地から倉庫跡に一部移駐し、練馬駐屯地となった。倉庫跡には他に、北町小学校（1962年開校）、練馬北町電話局、都立養育院の練馬分院（1961年東村山へ移転）、国際興業バス車庫、練馬車検所、トーホーボール（旧北町）、東京ガス（旧北町）などができた。川越街道（254号）を挟んで官舎が立ち並ぶが、1990年代後半頃から順次高層化して建て替えられた。
同駐屯地の第1音楽隊が古くから近隣の小学校などで巡回演奏している。また夏に開かれる「練馬駐屯地 納涼祭」の歴史も長く、盆踊りや花火、水ヨーヨーなどの模擬店のほか、各部隊のパフォーマンスなどが披露され賑わう。また町内会対抗の運動会も同駐屯地内で開催され、少年野球の練習などにもグラウンドが開放されている。
なお、第1音楽隊は練馬駐屯地に置かれ、東京、埼玉・神奈川・千葉・茨城・山梨・静岡の7都県を演奏担任区域にし、自衛隊の各種行事や定期演奏会、ファミリーコンサート、震災被災者への慰問演奏、各地での巡回演奏など年間100回ほどの音楽演奏を行っている。過去には東京オリンピック（1964年）でも演奏した。

## 世帯数と人口
2025年（令和7年）4月1日現在（練馬区発表）の世帯数と人口は以下の通りである。
| 丁目       | 世帯数     | 人口     |
| ---------- | ---------- | -------- |
| 北町一丁目 | 3,272世帯  | 5,166人  |
| 北町二丁目 | 3,468世帯  | 6,442人  |
| 北町三丁目 | 1,897世帯  | 3,323人  |
| 北町四丁目 | 617世帯    | 617人    |
| 北町五丁目 | 1,413世帯  | 2,503人  |
| 北町六丁目 | 1,701世帯  | 2,814人  |
| 北町七丁目 | 1,729世帯  | 2,981人  |
| 北町八丁目 | 2,278世帯  | 3,822人  |
| 計         | 16,375世帯 | 27,668人 |

### 人口の変遷
国勢調査による人口の推移。
| 年                 | 人口   |
| ------------------ | ------ |
| 1995年（平成7年）  | 25,785 |
| 2000年（平成12年） | 26,088 |
| 2005年（平成17年） | 25,693 |
| 2010年（平成22年） | 26,399 |
| 2015年（平成27年） | 25,764 |
| 2020年（令和2年）  | 27,317 |

### 世帯数の変遷
国勢調査による世帯数の推移。
| 年                 | 世帯数 |
| ------------------ | ------ |
| 1995年（平成7年）  | 10,731 |
| 2000年（平成12年） | 11,662 |
| 2005年（平成17年） | 12,165 |
| 2010年（平成22年） | 13,185 |
| 2015年（平成27年） | 12,769 |
| 2020年（令和2年）  | 14,575 |

## 学区
区立小・中学校に通う場合、学区は以下の通りとなる（2022年7月現在）。
| 丁目       | 番・番地等 | 小学校               | 中学校               |
| ---------- | ---------- | -------------------- | -------------------- |
| 北町一丁目 | 全域       | 練馬区立北町小学校   | 練馬区立北町中学校   |
| 北町二丁目 | 全域       | 練馬区立北町小学校   | 練馬区立北町中学校   |
| 北町三丁目 | 1〜13番    | 練馬区立北町小学校   | 練馬区立北町中学校   |
| 北町三丁目 | 14〜23番   | 練馬区立北町西小学校 | 練馬区立北町中学校   |
| 北町四丁目 | 全域       | 練馬区立北町西小学校 | 練馬区立北町中学校   |
| 北町五丁目 | 全域       | 練馬区立北町西小学校 | 練馬区立北町中学校   |
| 北町六丁目 | 全域       | 練馬区立北町西小学校 | 練馬区立練馬東中学校 |
| 北町七丁目 | 全域       | 練馬区立北町西小学校 | 練馬区立練馬東中学校 |
| 北町八丁目 | 全域       | 練馬区立北町西小学校 | 練馬区立北町中学校   |

## 交通

### 鉄道
| 街区内に存在する駅                                                | 隣接する街区の駅                                                                                               |
| ----------------------------------------------------------------- | --- |
| 東京メトロ有楽町線 東京メトロ副都心線 - 地下鉄赤塚駅(Y 03) (F 03) | 東武東上線 - 東武練馬駅(TJ 08) - 下赤塚駅(TJ 09) 東京メトロ有楽町線 東京メトロ副都心線 - 平和台駅(Y 04) (F 04) |

- エイトライナー ｰｰｰ 同地区を対象とした路線構想
- このほか、過去には東武啓志線の練馬倉庫駅が存在した（1959年に廃止）。

### 路線バス（国際興業バス）
- 北町一丁目停留所
  - 光02系統 - 光が丘駅行、池袋駅東口行

- 練馬北町車庫停留所
  - 光01系統- 光が丘駅行
  - 光02系統 - 光が丘駅行、池袋駅東口行
  - 光04系統 - 光が丘駅行
  - 練95系統 - 練馬駅行
  - 石03系統 - 石神井公園駅北口行
  - 赤01系統 - 練馬駅行、赤羽駅西口行
  - 赤85系統 - 平和台駅行、赤羽駅西口行
  - みどりバス氷川台ルート - 練馬光が丘病院行（みどりバス）

- 自衛隊前停留所、北町二丁目停留所、北町三丁目停留所
  - 石03系統 - 石神井公園駅北口行、練馬北町車庫行
  - 石03-2系統 - 練馬北町車庫行
  - みどりバス北町ルート - 東武練馬駅入口行（みどりバス）

- 北町小学校停留所、北町二丁目東停留所、東武練馬駅入口停留所、北町消防出張所停留所、北町三丁目東停留所、消防訓練場停留所、新大宮バイパス西停留所、北町三丁目西停留所（みどりバス）
  - みどりバス北町ルート - 光が丘駅行

- 平和台二丁目停留所
  - 光01系統- 光が丘駅行、練馬北町車庫行
  - 光02系統 - 光が丘駅行、池袋駅東口行
  - 赤01系統 - 練馬駅行、赤羽駅西口行
  - 赤85系統 - 平和台駅行、赤羽駅西口行

- 平和台郵便局停留所
  - 光01系統 - 光が丘駅行、練馬北町車庫行
  - 光02系統 - 光が丘駅行、池袋駅東口行
  - 赤01系統 - 練馬駅行、赤羽駅西口行
  - 赤85系統 - 平和台駅行、赤羽駅西口行

- 平和台駅停留所
  - 光01系統- 練馬北町車庫行、光が丘駅行
  - 光02系統 - 池袋駅東口行、光が丘駅行
  - 光04系統 - 練馬北町車庫行、光が丘駅行
  - 赤01系統 - 練馬駅行、赤羽駅西口行
  - 練95系統 - 練馬駅行、練馬車庫行
  - 赤85系統 - 赤羽駅西口行

- 東中学校入口停留所 
  - 赤01系統 - 練馬駅行、赤羽駅西口行
  - 練95系統 - 練馬駅行、練馬北町車庫行

- 北町六丁目停留所
  - 光01系統 - 練馬北町車庫行、光が丘駅行
  - 光02系統 - 池袋駅東口行、光が丘駅行
  - 光04系統 - 練馬北町車庫行、光が丘駅行

### 道路
- 川越街道（国道254号）- 1937年（昭和12年）に計画され、1941年（昭和16年）に開通。
- 富士街道・環八通り（東京都道311号環状八号線）- 環八通りの北町の区間（川越街道から現在の平和台駅まで）は遅くとも1970年代には富士街道が拡幅して2021年現在と同じ幅員に整備されていた。だが平和台駅より先は1980年代半ば頃まで未整備で、2021年現在の富士街道の春日町駅から笹目通りまでの区間と同じ狭隘な道が富士街道として続いていた。春日町駅から先は狭い道が拡幅して環八通りになったのではなく、住宅街を突っ切って全く新しく道路（環八通り）が作られた。
  - 北町若木トンネル - 旧川越街道との交差部（起点）に「下練馬の大山道道標」あり。環八通りの整備事業で建設された。
  - 練馬北町陸橋 - 環八通りの整備事業で建設された。
- 新大宮バイパス（国道17号）
- 東京都道441号池袋谷原線（平和台駅前通り）
- 旧川越街道（東武練馬駅前きたまち商店街、北一商店街の通り）

## 事業所
2021年（令和3年）現在の経済センサス調査による事業所数と従業員数は以下の通りである。
| 丁目       | 事業所数  | 従業員数 |
| ---------- | --------- | -------- |
| 北町一丁目 | 142事業所 | 1,001人  |
| 北町二丁目 | 287事業所 | 1,805人  |
| 北町三丁目 | 94事業所  | 902人    |
| 北町四丁目 | 9事業所   | 2,490人  |
| 北町五丁目 | 54事業所  | 333人    |
| 北町六丁目 | 88事業所  | 1,226人  |
| 北町七丁目 | 67事業所  | 618人    |
| 北町八丁目 | 99事業所  | 546人    |
| 計         | 840事業所 | 8,921人  |

### 事業者数の変遷
経済センサスによる事業所数の推移。
| 年                 | 事業者数 |
| ------------------ | -------- |
| 2016年（平成28年） | 903      |
| 2021年（令和3年）  | 840      |

### 従業員数の変遷
経済センサスによる従業員数の推移。
| 年                 | 従業員数 |
| ------------------ | -------- |
| 2016年（平成28年） | 6,435    |
| 2021年（令和3年）  | 8,921    |

## 施設
東武練馬駅や線路周辺には1970年〜1980年代頃まで「旅館 富士屋」（線路沿いステーキフジの近く、所在徳丸）、「さかゑ庵」（駅北口交番の所に看板が出ていた）など旅館が点在していた。宿場町だったことの名残りやキャバレー（ロンドンなど）その他の風俗店がいくらかあったからだとみられる。また1951年（昭和26年）に自衛隊（当時警察予備隊）が移転して来てからは、自衛隊員対象の飲食店が多くなった。

### 北町一丁目
- 練馬区立北町小学校（旧東京第一陸軍造兵廠練馬倉庫）
- 練馬区立北町第二保育園
- 光が丘警察署北町交番
- 国際興業バス練馬営業所（旧東京第一陸軍造兵廠練馬倉庫）
- 北一商店街（旧川越街道沿い）
  - 西京信用金庫北町支店
  - 練馬北町郵便局
  - 伊勢屋（アド街に取り上げられる）
- NTT東日本北町ビル（旧東京第一陸軍造兵廠練馬倉庫）

### 北町二丁目
- 関東運輸局東京運輸支局練馬自動車検査登録事務所（車検場）
- 防衛省北町高層宿舎
- 練馬区役所第八出張所
- きたまち商店街・ニュー北町商店街（旧川越街道沿い）
  - 北町アーケード・ショッピングセンター
- ティップネス東武練馬店

### 北町三丁目
北町三丁目
- 東京消防庁光が丘消防署北町出張所
- 練馬区立北町中学校
- 練馬区立北町保育園
- 東京聖徳病院
- きらぼし銀行赤塚支店

### 北町四丁目
- 陸上自衛隊練馬駐屯地

### 北町五丁目
- カルチャーパビリオン平安練馬

### 北町六丁目
平和台駅（所在早宮・平和台）近く。元は丸久保と呼ばれたところで、近くに戦争中高射砲をもった防空陣地があった。
- 北町第二地区区民館
- 最勝寺みのり保育園
- ライフ平和台店
- ヤマダデンキテックランド平和台駅前店
- マクドナルド平和台駅前店
- ビッグボーイ練馬平和台店
- 丸亀製麺環八平和台店

### 北町七丁目
- 練馬区立北町西小学校
- 不二幼稚園

### 北町八丁目

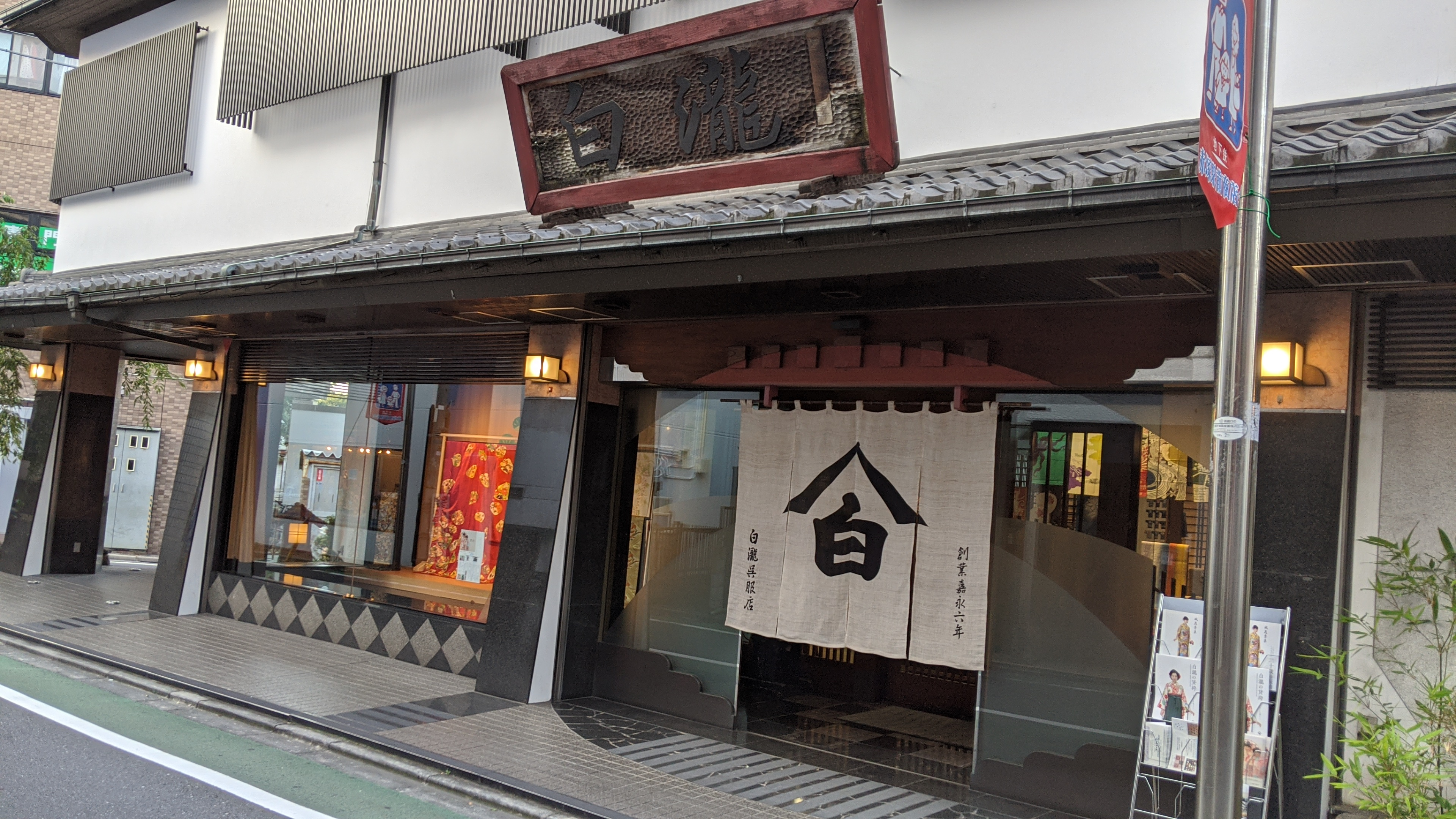
白瀧呉服店

- 都営北町八丁目アパート
- 氷川神社
- 白瀧呉服店

## 産業

### 農業
- 販売農家数 5戸（2000年（平成12年）2月1日現在、「練馬区統計書平成17年版 農業センサス」より）
- 農業就業人口 15人
- 経営耕地面積 232a
  - 畑 232a（田・樹園地はゼロ）
- 主要農作物作付面積
  - キャベツ 177a
  - ばれいしょ 35a
  - ダイコン 8a
  - ホウレンソウ 10a

北町の農業は区内では小規模な部類に入り、耕作地のほとんどはキャベツを生産している。

### 工業
北町では練馬区内の工場の約12%（区内第1位）が集中し、製造品出荷額等の約14%（第2位。1位は大泉学園駅がある東大泉）を生み出すなど練馬区で最も工業が盛んな地域の一つである。特に東武東上線付近の一丁目・三丁目・五丁目では町内の工場の約57.5%、労働者の約81%が集中し、製造品出荷額の約91%を占めている。工場は従業者数が1人〜9人の小工場が約91%と圧倒的で、30人を超えるのは3工場のみ。
- 工場数 99（2003年（平成15年）12月現在、「練馬区統計書平成17年版 工業統計調査」より）
- 従業者数 695人
  - 常用労働者 638人
  - 事業主・家族従業者 57人
- 製造品出荷額等 142億9934万円
- 付加価値額 72億1845万円

## 史跡・名所・公園
史跡など
- 徳川綱吉御殿之碑（一丁目）
- 下練馬の大山道道標・東高野山道標（一丁目）
- 北町浅間神社（練馬のお富士さん、二丁目）
- 北町観音堂（二丁目、1682年、天和2年建立。区内最大270cmの北町聖観音座像があり、練馬区指定有形民俗文化財）
- 藤棚園の藤棚 - 宿場町だった北町一丁目の旧川越街道沿いにあった染物店（茶屋という説あり）の店先に藤棚があり、川越街道の名物だった。戦前に成増兎月園に移り、1960年に平和台の練馬東小学校に寄贈。

公園・緑地
- 北町上宿公園
- 北町電車の見える公園
- グリーンベルト（旧田柄川緑道）

## イベント

### 自衛隊納涼祭などその他
- 自衛隊「練馬駐屯地 納涼祭」 - 盆踊り、花火、出店、各部隊のパフォーマンスなど。
- 駐屯地内 町内会対抗運動会
- その他単発イベント「下練馬宿まつり・将軍綱吉と練馬大根〜練馬だいこん献上絵巻 再現劇」（2019年11月24日）、「徳川御殿鷹狩りショー」（2020年10月2日）

## その他

### 日本郵便
- 郵便番号 : 179-0081[3]（集配局 : 光が丘郵便局[21]）。